# Hiroyuki Kitakubo
Hiroyuki Kitakubo (北久保 弘之, Kitakubo Hiroyuki), né le 15 novembre 1963 à Tōkyō est un réalisateur et scénariste d'anime japonais.

## Biographie
Hiroyuki Kitakubo est né à Tōkyō le 15 novembre 1963, dans l'arrondissement de Bunkyō.
Alors qu'il est encore au lycée, il travaille déjà à temps partiel en tant qu'animateur. Il fait ses débuts en 1979 sur la série Mobile Suit Gundam en tant qu'intervalliste. Après avoir travaillé pour les studios Nakamura Production et Neo-media, il devient indépendant. En 1982, il fonde avec d'autres animateurs indépendants le studio MIN, qui finit par faire banqueroute en 1990. Il réalise des OAVs érotiques (Cream Lemon - Popchaser, Golden Boy) et participe à de nombreux projets de Mamoru Oshii (L'Œuf de l'ange, Blood: The Last Vampire) et de Katsuhiro Ōtomo (Robot Carnival, Roujin Z).
En 2001, il gagne la « Récompense individuelle » à la sixième convention d'Animation Kōbe pour son dernier film. Blood: The Last Vampire a aussi gagné le grand prix du Japan Media Arts Festival en 2000 et le premier prix au World Animation Celebration en 2001,.

## Filmographie (extraits)
- 1979 : Mobile Suit Gundam (série télévisée) - Intervalliste
- 1981-82 : Space Warrior Baldios (série télévisée) - Intervalliste
- 1983-84 : Stop !! Hibari-kun ! (série télévisée) - Animateur clé
- 1984-1985 : Gu Gu Ganmo (série télévisée) - Animateur clé
- 1984 : Southern Cross (série télévisée) - Animateur clé
- 1984-86? : Lamu (série télévisée) - Animateur clé
- 1984 : Lamu : Un Rêve sans fin (film) - Animateur clé
- 1984 : The Super Dimension Fortress Macross: Do You Remember Love? (film) - Animateur clé
- 1984 : Lensman (film) - Animateur clé
- 1985 : Dream Hunter Rem (OAV) - Animateur clé (ep 1)
- 1985 : L'Œuf de l'ange (film) - Animateur
- 1985 : Lamu - Le film 3 (film) - Animateur clé
- 1985 : Cream Lemon - Popchaser (OAV) - Réalisateur, idée originale, scénario, storyboard, directeur d'animation, animateur clé
- 1987 : Black Magic M-66 (OAV) - Coréalisateur, character-designer
- 1987 : Robot Carnival (film) - Réalisateur et scénariste (A tale of two Robots)
- 1988-89 : Patlabor (OAV) - Animation (op)
- 1988 : Tekken Chinmi (série télévisée) - Storyboard
- 1988 : Akira (film) - Animateur-clé
- 1988 : Mobile Suit Gundam : Char contre-attaque (film) - Animateur clé
- 1988-89 : Gunbuster (OAV) - Animation (op)
- 1991 : Roujin Z (OAV) - Réalisateur, storyboard
- 1993 : JoJo's Bizarre Adventure (OAV) - Réalisateur
- 1995 : Golden Boy (OAV) - Réalisateur, scénariste, directeur du son, storyboard (ep 1,6), directeur d'épisode (ep 1,6)
- 2000 : Blood: The Last Vampire (film) - Réalisateur, scénariste
- 2000-01 : FLCL (OAV) - Animateur clé
- 2003 : Someday's Dreamers (série télévisée) - Animateur clé